# Château Lafon-Rochet
Koordinaten: 45° 13′ 45,9″ N, 0° 47′ 16″ W

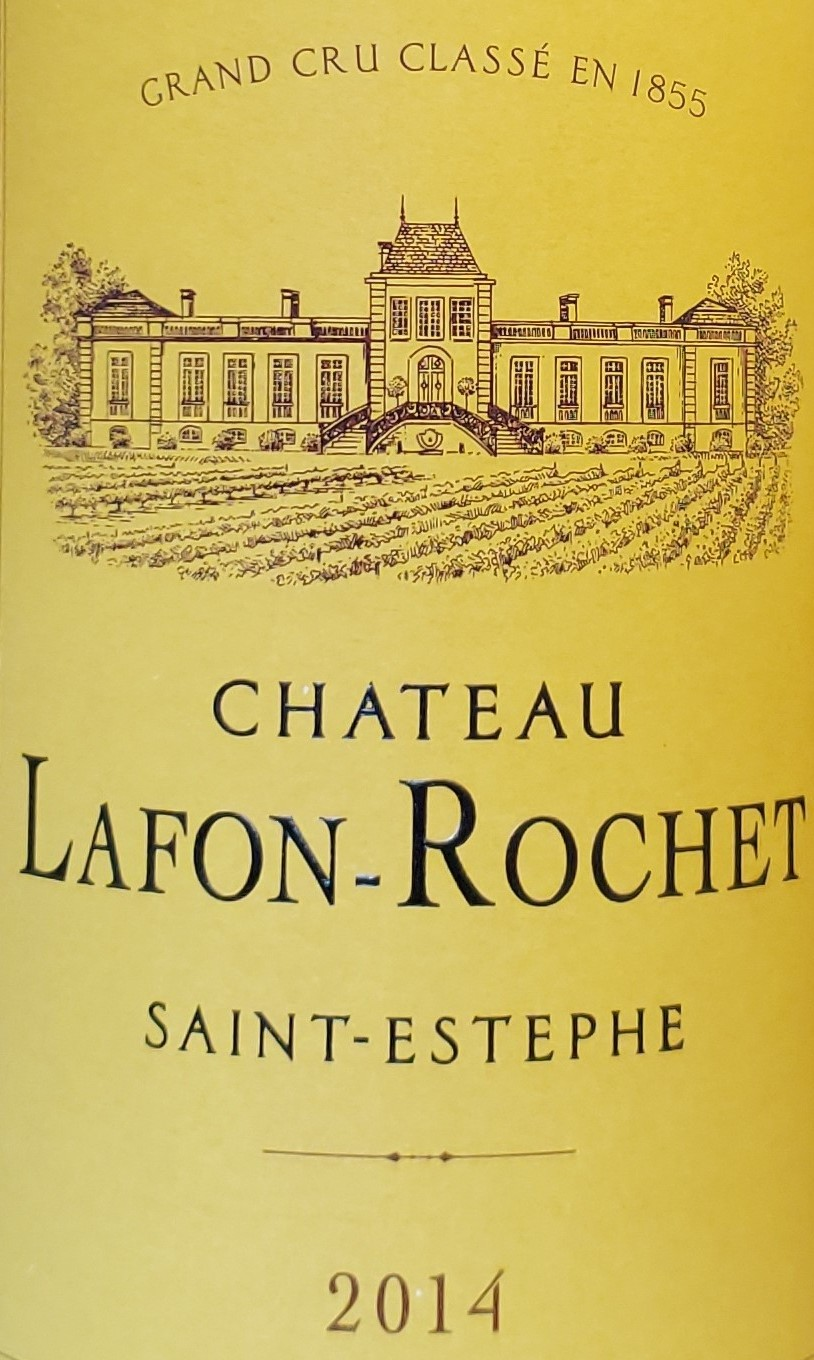
Etikett aus dem Jahrgang 2014 mit der Darstellung des Gutsgebäudes.

Das Château Lafon-Rochet ist ein bekanntes Weingut von Bordeaux. Seit der Klassifikation von 1855 ist das Weingut als Quatrième Grand Cru Classé eingestuft (vierte Stufe der Klassifikation).
Das Gut liegt in Saint-Estèphe, es ist mit ca. 45 ha mittelgroß. 55 % der Fläche ist mit Cabernet Sauvignon, 40 % mit Merlot und 5 % mit Cabernet Franc bestockt. Die Pflanzdichte liegt bei 8.800 bis 9.200 Rebstöcken/Hektar. Das Gut erzeugt in mittleren Jahren ca. 120.000 Flaschen Wein.
Hervorzuheben sind die Jahrgänge 2000 und 1996 mit jeweils 90 Parker-Punkten.
Der Zweitwein des Guts heißt Les Pèlerins de Lafon-Rochet. Das Wort pèlerin heißt zu Deutsch „Pilger“ und erinnert an die Zeit, als Lafon-Rochet Station von Pilgern auf dem Jakobsweg nach Santiago de Compostela war.
Das Gut wurde bis 2021 von Michel und Caroline Tesseron sowie in einer späteren Phase von Basile Tesseron geleitet. Unterstützt wird die Firmenleitung vom Önologen Jacques Boissenot.

## Geschichte
Die Geschichte des Guts lässt sich bis zum 30. April 1557 zurückverfolgen, als Janot Bernard de Leyssac das Lehen Fief de la Vallée Roussillon von Jeanne Bernard übernahm. Janot Bernard war als Händler zu Reichtum gekommen und baute seinen Besitz durch Zukauf angrenzender Parzellen weiter aus. Er war Lehensträger des Seigneur de Lesparre. Im Jahr 1563 ließ er sein Haus durch eine Mauer schützen. Seine Tochter Françoise erbte das Gut nach seinem Tod. Ihre Ehe mit Hellies de Lahaye (oder Hellies de La Haye) war nicht glücklich und die Streitereien wurden nachweislich von Guillaume de Lafite vom heutigen Château Lafite-Rothschild geschlichtet. Nach dem Tod von Hellies im Jahr 1593 führte Françoise das Gut bis in das Jahr 1619 und vermachte es schließlich an ihre Töchter. Der als Rochette (franz.: steinig) bekannte Teil ging an Adrianne de Lahaye. Aus ihrer Ehe mit Charles de Guillamotes ging die Tochter Antoinette hervor, die das Gut erbte. Sie heiratete Etienne de Lafon, ein einflussreiches Mitglied des Parlement von Bordeaux. Die Ehe blieb kinderlos und Antoinette verfügte in ihrem Testament, dass das Gut nach Etiennes Tod an die Familie de Guillamotes zurückfallen solle. Als Antoinette im Jahr 1700 verstarb, heiratete Etienne ein zweites Mal und focht dieses Testament an. Die Rechtsstreitigkeiten führten dazu, dass Etienne einen kleinen Teil des Guts zugesprochen bekam. Dieser kleinere Teil entsprach in etwa dem heutigen Lafon-Rochet. Etienne de Lafon hielt sich nur selten auf dem hauptsächlich landwirtschaftlich genutzten Gut auf und delegierte die Leitung des Guts an Pierre Delage, der im Auftrag von Lafon das Anwesen vergrößerte und mit dem Anpflanzen von Rebstöcken den Weinbau auf dem Gut stark ausbaute.
Nach Etiennes Tod übernahm sein Sohn aus zweiter Ehe, Pierre, die Geschicke des Guts. Auch er hielt sich kaum auf dem Gut auf, ließ aber weitere Parzellen zukaufen. Nach Pierres Tod führte seine Ehefrau Marguerite mit einem ihrer Söhne, Jean, das Gut bis in das Jahr 1788. Im Gegensatz zu vielen anderen Gütern wurde die Geschichte von Lafon-Rochet durch die französische Revolution kaum beeinflusst, da zum einen die Familie Lafon als nicht einflussreich genug angesehen wurde und zum anderen Jean die Revolution als Mitglied des lokalen Revolutionsrates unterstützte.
Jean änderte seinen Namen in Jean de Lafon Rochet und seine Brüder nannten sich Arnaud Lafon Barrail, Joseph Lafon de Camarsac und Raymond Lafon Du Hayet. Das Gut wurde recht bald in vier geteilt. Die zentralen Bereiche des Besitzes inklusive der Gutsgebäude gingen an Joseph und Arnaud. Später überschrieb Arnaud seinen Teil an Joseph.
Joseph hatte im Jahr 1793 die ehemals wohlhabende Anne Paignon geheiratet. Durch die Wirren der Revolution und vermutlich durch Misswirtschaft verlor das Ehepaar fast alles. Nach Josephs Tod versuchte sich Anne noch bis in das Jahr 1824 als Geschäftsführerin, konnte aber ihren Besitz wegen der überaus schlechten Finanzlage nicht mehr halten. Das Weingut ging an ihren Sohn Louis Arnaud Blaise Lafon de Carmasac.
Louis Arnaud setzte auf dem Gut neue Akzente und konnte die verbleibenden 15 Hektar Land wieder langsam erweitern, musste aber im Jahr 1839 durch einen verheerenden Hagelschlag einen herben Rückschlag hinnehmen.
Nach seinem Tod gingen zwei Drittel des Guts an seine Ehefrau Marie-Chevalier Pages und ein Drittel an seinen Sohn Pierre.
Pierre verdiente seinen Unterhalt mit in Email eingelassenen Fotografien und überließ das Gut seiner Tochter Lucie, die die Geschicke zusammen mit Marie-Chevalier leitete. Im Jahr 1855 wurden anlässlich der Weltausstellung die Bemühungen der beiden durch die Aufnahme in die Klassifikation belohnt.
Die Reblauskrise sowie nachfolgend der Mehltau setzten den Eigentümern Pierre und Lucie finanziell so stark zu, dass sie sich am 30. Juni 1895 vom Weingut trennen mussten. Neuer Eigentümer war der finanzstarke Frederic Audon aus Cannes, dem auch das benachbarte Château Ladouys gehörte. Bis in das Jahr 1924 baute er das Gut wieder auf, musste sich jedoch aufgrund seiner Scheidung von seiner Ehefrau Marie Madeleine Lucie Buttura von einem Großteil seines Besitzes trennen. Auf einer Auktion am 4. Juni 1924 erwarben Marcel Ricard und seine Gattin Catherine Marguerite Eyssand Château Lafon-Rochet. Catherine starb noch im gleichen Jahr und Marcel sowie seine beiden Kinder konnten sich nicht auf eine angemessene Aufteilung des Guts einigen. Am 8. September 1938 verkauften sie das Gut schließlich an Elie und Berthe Nafrechoux, die es aber kaum 2 Jahre später an Charles Louis Duquenoy-Legry veräußerten.
Duquenoy-Legry lebte im Norden Frankreichs und überließ das Tagesgeschäft dem glücklosen Fernand Revon. Qualität und Produktionsmenge schwanden praktisch im Jahresrhythmus. Schon 9 Jahre nach dem Kauf lag die Produktion bei kaum 50 Prozent der Menge, die noch zu Anfang des Jahrhunderts erzeugt wurde. Als das Gut am 6. Mai 1960 durch Guy und Nicole Tesseron übernommen wurde, gab es fast keine Weinproduktion mehr.

### Die Ära Tesseron
Die Familie Tesseron war seit dem 16. Jahrhundert in der Region Cognac in der Destillation von Branntwein tätig. Als Guy Tesseron in den Familienbetrieb einstieg, wollte er die Geschäfte ausbauen. Durch ein Dekret des französischen Ministers Pierre Mendès France wurden seine Expansionspläne jedoch zerstört.
Guy Tesseron heiratete Nicole Cruse, Tochter von Emmanuel Cruse. Aufgrund dieser Hochzeit wurden die Verbindungen zum Weinbau in Bordeaux gelegt, da die Familie Cruse mit Château d’Issan und Château Pontet-Canet eine der wichtigsten Eigentümer der Médoc-Region waren. Guy richtete daher sein Augenmerk auf die Region und kaufte im Jahr 1960 mit Lafon-Rochet sein erstes Bordeaux-Gut. Im Jahr 1975 übernahm er auch Pontet Canet.
Später wurden Vorwürfe laut, dass sich beide Weingüter im Stil zu stark ähneln würden. Im Jahr 1999 wurde Pontet Canet an die Brüder Gerard und Alfred Tesseron vermacht, während der Zwillingsbruder von Gerard, Michel Tesseron und seine Schwester Caroline Lafon-Rochet zugesprochen erhielten.
Im Jahr 2021 kaufte Jacky Lorenzetti das Weingut und setzte Ende 2024 Vincent Bache-Gabrielsen als Leiter von Lafon-Rochet ein.